# Horário da Finlândia
| roxa          | Horário dos Açores / Horário de Verão dos Açores (UTC-1 / UTC±0)                    |
| Azul claro    | Horário da Europa Ocidental (UTC±0)                                                 |
| Azul          | Horário da Europa Ocidental / Horário de Verão da Europa Ocidental (UTC±0 / UTC+1). |
| Vermelho      | Horário da Europa Central / Horário de Verão da Europa Central (UTC+1 / UTC+2).     |
| Amarelo claro | Horário de Kaliningrado (UTC+2).                                                    |
| Amarelo       | Horário do Leste Europeu / Horário de Verão do Leste Europeu (UTC+2 / UTC+3).       |
| Verde claro   | Horário da Turquia, Horário de Moscovo (UTC+3).                                     |

A Finlândia usa o Horário do Leste Europeu (EET) durante o inverno como horário padrão e o Horário de Verão do Leste Europeu (EEST) durante o verão como horário de verão. O EET está duas horas à frente do horário universal coordenado (UTC+02:00) e o EEST está três horas à frente do horário universal coordenado (UTC+03:00). A Finlândia aderiu o EET em 30 de abril de 1921 e segue o horário de verão em seu alinhamento atual desde 1981, adiantando o relógio em uma hora às 03:00 EET no último domingo de março e voltando às 04:00 EET no último domingo de outubro, fazendo isso uma hora mais cedo nos dois primeiros anos.
Antes do século XIX, cada localidade seguia seu próprio horário solar, o que significava que o horário entre as localidades mais a oeste e mais a leste da Finlândia diferia em trinta minutos. No século XIX, era necessário um único fuso horário em toda a Finlândia para coordenar a programação da recém-inventada ferrovia e do telégrafo. Em 1862, o horário médio [en] 1:39:49.2 à frente do UT foi adotado para a ferrovia. Duas propostas separadas e sem sucesso para um fuso horário padrão foram feitas pela Dieta da Finlândia [en] em 1888 e 1897, quando a Finlândia era um ducado autônomo do Império Russo. Em 30 de abril de 1921, o governo recém-independente adotou oficialmente o fuso horário UTC+02:00, conhecido como Horário do Leste Europeu. O horário de verão foi tentado pela primeira vez em 1942, mas foi abandonado por não ser útil. Ele foi introduzido novamente em 1981, para que o fuso horário da Finlândia pudesse estar sempre alinhado com o dos países vizinhos. Em 2017, o parlamento finlandês votou a favor de propostas que pediam à União Europeia que considerasse a abolição do horário de verão.
O fuso horário da Finlândia é mantido pelo VTT Technical Research Centre of Finland e pelo Centre for Metrology and Accreditation. Usando relógios atômicos, eles garantem que os dispositivos oficiais de horário na Finlândia não fiquem atrasados. A alta latitude da Finlândia significa que, no verão, as noites são curtas, e o horário de verão não tem impacto sobre a população. O extremo norte da Finlândia fica dentro do Círculo Polar Ártico e tem uma noite polar com duração de 51 dias e um dia polar com duração de 73 dias, enquanto as localidades mais ao sul da Finlândia têm menos de seis horas de luz do dia no inverno e uma média de 20 horas de luz do dia no verão. O país usa a notação de relógio de 24 horas.

## História
Antes do século XIX, não havia necessidade de um único fuso horário em toda a Finlândia, e cada localidade seguia seu próprio horário solar. Isso significava que, se fossem 12:00 em Helsinque, o horário local em outras localidades variaria de 11:40.02 em Mariehamn, Åland, a 12:10.53 em Kuopio, Savônia do Norte. A ferrovia exigia horários mais precisos do que os meios de transporte anteriores, como navios à vela e diligências. O telégrafo, que permitiu a comunicação quase em tempo real, também tornou inconveniente que cada local observasse sua própria hora solar.:81:191–192
A primeira linha ferroviária da Finlândia (a ferrovia Hämeenlinna-Helsinque) foi inaugurada em 1862. Seus horários eram anotados em um horário médio comum, medido no Observatório da Universidade de Helsinque a partir do horário médio de UTC+01:39:49.2, conhecido como “horário de Helsinque”.:81 Uma bola era lançada ao meio-dia e sua queda era anotada opticamente na estação ferroviária e o relógio era ajustado de acordo. Se estivesse chovendo, o que impediria que a bola fosse vista de tão longe, o meio-dia também seria anunciado por um tiro de canhão. A hora correta era transmitida para as outras estações por meio de telégrafo elétrico,:82–83 que havia sido introduzido na Finlândia em 1854. Na ferrovia Riihimäki-São Petersburgo, inaugurada em 1870, o horário de Helsinque era usado até Kaipiainen, a leste de Kouvola.:83  Em 1882, as sincronizações de relógios com o horário de Helsinque por telefone foram organizadas entre o Instituto Meteorológico Finlandês e o Instituto Sueco de Meteorologia e Hidrologia para realizar medições geomagnéticas de forma conveniente.:63
A Conferência Internacional do Meridiano realizada em Washington, D.C., em outubro de 1884, dividiu o mundo em 24 meridianos, cada um cobrindo 15 graus de longitude. Cada meridiano tinha uma diferença horária em relação ao horário de Greenwich no Reino Unido (que foi considerado o meridiano primário na conferência), variando de GMT-12:00 a oeste a GMT+12:00 a leste. Entretanto, isso não foi implementado imediatamente na maioria dos países, inclusive na Finlândia.:83 Em outubro de 1893, a maioria das ferrovias da Europa adotou as compensações GMT (também chamado de Horário da Europa Ocidental), GMT+01:00 (Horário da Europa Central):8 e GMT+02:00 (Horário do Leste Europeu). A implementação disso foi supervisionada pela American Railway Association. Entre 1893 e 1895, vários países da Europa adotaram horários padrão que correspondiam a um desses três fusos horários, mas a Finlândia não o fez.:2
Em 1888, a Dieta da Finlândia solicitou ao Imperador Alexandre III da Rússia (na época, a Finlândia era uma parte autônoma do Império Russo) que o horário de Helsinque fosse estabelecido como padrão em toda a Finlândia. Alexandre achou que era suficiente que as ferrovias tivessem seu horário padrão.:87 Uma segunda moção para um horário padrão foi proposta pelo governo em 1897, agora propondo a adoção do horário do Leste Europeu como o horário padrão mais próximo do horário de Helsinque. No entanto, a moção não teve sucesso novamente, pois a Dieta achou que a mudança para o GMT+02:00 proposto seria recebida com protestos das ferrovias que usavam o horário de Helsinque e, subsequentemente, resultaria no uso simultâneo de dois fusos horários. No entanto, com o aumento da gama de telecomunicações, o horário de Helsinque se espalhou para uso comum em todo o país, pois tornou as comunicações mais convenientes.:87 A Finlândia tornou-se independente em 1917,:87 e, no final de 1919, a Sociedade Geográfica da Finlândia escreveu uma proposta ao governo para que a Finlândia adotasse o Horário do Leste Europeu. O governo concordou e, em 12 de março de 1920, o Ministro da Justiça decretou que, a partir de 1º de maio de 1921, o horário padrão da Finlândia seria o Horário do Leste Europeu. Em 30 de abril de 1921, à meia-noite da Noite de Santa Valburga, o horário oficial foi adiantado em 20 minutos e 10,9 segundos para o Horário do Leste Europeu, tornando-se o fuso horário padrão do país.:87:17 A mudança de horário ocorreu sem problemas e os finlandeses não fizeram grandes objeções. As ferrovias se adaptaram facilmente à mudança.

### Proposta de 1929 para adotar o Horário da Europa Central
Entre o final da década de 1920 e meados da década de 1930, o desenvolvimento das conexões ferroviárias e telegráficas aumentou a comunicação entre a Finlândia e seus vizinhos ocidentais. A observância do Horário do Leste Europeu pela Finlândia, enquanto outros países a oeste usavam o Horário da Europa Central em GMT+01:00, causou dificuldades para algumas empresas, como a diferenciação dos horários de expediente, o que resultou em inconvenientes ao fazer ligações telefônicas. Em junho de 1929, o Conselho Finlandês de Correios e Telégrafos [en] propôs ao governo finlandês que o horário padrão da Finlândia fosse alterado para o Horário da Europa Central. A proposta não obteve apoio, pois a Câmara de Comércio de Ostrobótnia divulgou uma declaração em setembro argumentando que as empresas finlandesas estavam se adaptando adequadamente aos dois fusos horários.
A possível mudança de fuso horário foi discutida na Conferência Europeia de Horários em Estocolmo, em outubro de 1937, onde os representantes da Finlândia, juntamente com a Estônia e a Letônia, concordaram em apresentar a proposta de transição para o Horário da Europa Central aos seus respectivos governos. As reações iniciais dos finlandeses à proposta foram positivas, mas a proposta foi descartada depois que a Sociedade Médica Finlandesa Duodecim argumentou que ela desalinharia o tempo biológico e causaria efeitos prejudiciais à saúde. O Conselho Finlandês de Correios e Telégrafos também retirou sua proposta original de 1929, e o Ministério dos Transportes rejeitou a proposta.

### Introdução do horário de verão
O horário de verão foi introduzido pela primeira vez em 2 de abril de 1942, depois que a Sociedade Médica Finlandesa Duodecim alegou que a observância do horário de verão traria benefícios econômicos (a luz mais tardia à noite significa menos consumo de energia) e limitaria o consumo de alimentos. O relógio adiantou uma hora às 24:00 e voltou a adiantá-lo em 4 de outubro à 01:00, mas o governo não considerou o horário de verão útil e sua observância foi abandonada.:104–105 Em 1980, os outros países nórdicos introduziram o horário de verão, de acordo com a diretiva da Comunidade Econômica Europeia, assim como a União Soviética em 1981.:105 Para evitar a perturbação da mudança das diferenças de horário com o resto da Europa, o horário de verão foi introduzido novamente na Finlândia em 1981, sendo observado das 02:00 EET do último domingo de março às 03:00 EET do último domingo de outubro, seguindo o mesmo cronograma dos outros países nórdicos e da União Soviética para que seus fusos horários pudessem estar sempre alinhados.:105 Desde 1983, a mudança tem sido feita uma hora mais tarde.:104–105 Quando a Finlândia entrou para a União Europeia (sucessora da Comunidade Econômica Europeia) em 1995, continuou a observar o horário de verão de acordo com a referida diretiva e agora é obrigada pela lei da União Europeia a segui-lo. A regulamentação governamental atual que estipula que a diretriz da União Europeia seja seguida entrou em vigor em 2001.

## Horário de verão
A Finlândia observa o horário de verão adiantando o relógio em uma hora do horário da Europa Oriental em UTC+02:00 para o Horário de Verão do Leste Europeu em UTC+03:00 às 03:00 EET no último domingo de março e de volta às 04:00 EET no último domingo de outubro. A Finlândia observa o horário de verão desde 1981. A alta latitude da Finlândia significa que no verão as noites são curtas (em Helsinque, em julho, há apenas cinco horas entre o pôr do sol e o nascer do sol) e o horário de verão não tem impacto sobre a população. Na primavera e no outono, sim (Helsinque tem entre 13 e 18 horas de luz solar na primavera e entre 11 e 6 horas no outono), além da vantagem de manter o horário coordenado com outros países.:104

### Propostas para o fim do horário de verão
Em 2017, o parlamento finlandês votou a favor de propostas que pediam que a União Europeia considerasse o fim do horário de verão, e uma petição de cidadãos no mesmo ano pedindo que o estado abandonasse a prática recebeu 70.000 assinaturas. Na época, a Comissão Europeia estava analisando o assunto. Em 8 de fevereiro de 2018, o Parlamento Europeu votou para pedir à Comissão Europeia que reavaliasse o horário de verão na Europa e, em 12 de setembro de 2018, a Comissão Europeia decidiu propor o fim do horário de verão, o que revogaria a Diretiva 2000/84/CE. Para que isso entrasse em vigor, era necessário que o Conselho da União Europeia e o Parlamento Europeu aprovassem a proposta. Em 4 de março de 2019, o Comitê de Transporte e Turismo do Parlamento Europeu aprovou a proposta da Comissão, com uma data de início planejada para ser adiada até 2021, no mínimo, a fim de garantir uma transição tranquila. Essa decisão foi posteriormente confirmada pelo Parlamento Europeu em 26 de março.
Em março de 2022, a aprovação do Conselho da União Europeia ainda não havia sido obtida, pois a União Europeia estava preocupada com a pandemia de COVID-19. Se a prática fosse encerrada, não se sabe se a Finlândia decidiria ou não permanecer no horário de inverno permanente (UTC+02:00) ou no horário de verão permanente (UTC+03:00). Yle, a empresa nacional de radiodifusão da Finlândia, declarou que o governo primeiro reuniria opiniões de especialistas e consultaria o público antes de implementar mudanças. Uma pesquisa de 2018 conduzida pelo Ministério da Justiça, que recebeu mais de 120.000 respostas nas primeiras 24 horas, revelou que uma pequena maioria era a favor da observância do horário de inverno permanente em vez do horário de verão permanente, e uma petição de 2019 para observar o horário de verão permanente recebeu 50.000 assinaturas.

## Geografia e hora solar

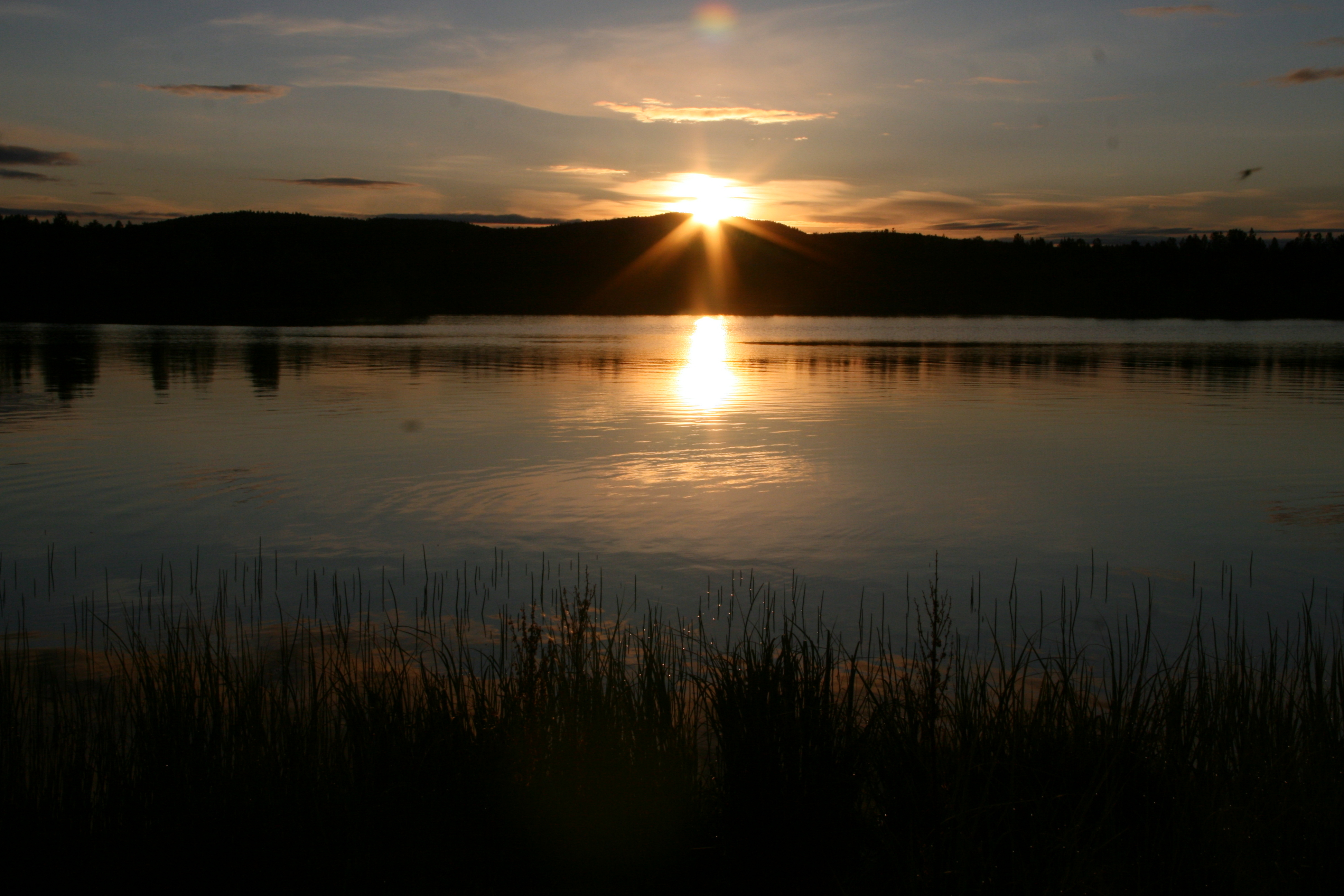
Sol da meia-noite em Inari, norte da Finlândia

A maior parte da Finlândia está dentro do deslocamento geográfico UTC+02:00. A costa sudoeste da Finlândia, incluindo a cidade de Turku, a maior parte do noroeste da Finlândia, incluindo as vilas de Kilpisjärvi [en] e Kaaresuvanto, e Åland estão todas localizadas a oeste de 22°30' leste e estão sob o deslocamento geográfico de UTC+01:00. O meridiano padrão da Finlândia está localizado no 30° meridiano leste.:17 O extremo norte da Finlândia está dentro do Círculo Polar Ártico e tem uma noite polar com duração de 51 dias e um dia polar com duração de 73 dias. Devido à alta latitude da Finlândia, no verão não há utilidade local para o horário de verão.:104 Todas as localidades ao norte de Sodankylä (67°25'N) têm noite polar. As localidades mais ao sul da Finlândia têm menos de seis horas de luz do dia no inverno e uma média de 20 horas de luz do dia no verão. Em Muotkavaara [en], uma fronteira de três pontos entre a Finlândia, a Noruega e a Rússia, três fusos horários se encontram durante o horário de inverno da Finlândia: Horário da Europa Central (UTC+01:00) na Noruega, Horário do Leste Europeu (UTC+02:00) na Finlândia e Horário de Moscou (UTC+03:00) na Rússia.
| Horário do nascer e pôr do sol em Helsinque, Finlândia | Horário do nascer e pôr do sol em Helsinque, Finlândia | Horário do nascer e pôr do sol em Helsinque, Finlândia | Horário do nascer e pôr do sol em Helsinque, Finlândia | Horário do nascer e pôr do sol em Helsinque, Finlândia | Horário do nascer e pôr do sol em Helsinque, Finlândia | Horário do nascer e pôr do sol em Helsinque, Finlândia | Horário do nascer e pôr do sol em Helsinque, Finlândia | Horário do nascer e pôr do sol em Helsinque, Finlândia | Horário do nascer e pôr do sol em Helsinque, Finlândia | Horário do nascer e pôr do sol em Helsinque, Finlândia | Horário do nascer e pôr do sol em Helsinque, Finlândia | Horário do nascer e pôr do sol em Helsinque, Finlândia |
| Mês                                                    | Jan                                                    | Fev                                                    | Mar                                                    | Abr                                                    | Mai                                                    | Jun                                                    | Jul                                                    | Ago                                                    | Set                                                    | Out                                                    | Nov                                                    | Dez                                                    |
| ------------------------------------------------------ | ------------------------------------------------------ | ------------------------------------------------------ | ------------------------------------------------------ | ------------------------------------------------------ | ------------------------------------------------------ | ------------------------------------------------------ | ------------------------------------------------------ | ------------------------------------------------------ | ------------------------------------------------------ | ------------------------------------------------------ | ------------------------------------------------------ | ------------------------------------------------------ |
| Nascer do sol                                          | 09:24                                                  | 08:35                                                  | 07:19                                                  | 06:46                                                  | 05:18                                                  | 04:08                                                  | 04:00                                                  | 04:59                                                  | 06:14                                                  | 07:25                                                  | 07:43                                                  | 08:56                                                  |
| Pôr do sol                                             | 15:24                                                  | 16:33                                                  | 17:47                                                  | 20:04                                                  | 21:19                                                  | 22:29                                                  | 22:47                                                  | 21:52                                                  | 20:25                                                  | 18:53                                                  | 16:24                                                  | 15:22                                                  |
| Horas de luz do dia                                    | 6                                                      | 8                                                      | 10,5                                                   | 13,3                                                   | 16                                                     | 18,3                                                   | 18,7                                                   | 16,8                                                   | 14,1                                                   | 11,4                                                   | 8.6                                                    | 6.4                                                    |
| Fonte: Administração Oceânica e Atmosférica Nacional   |                                                        |                                                        |                                                        |                                                        |                                                        |                                                        |                                                        |                                                        |                                                        |                                                        |                                                        |                                                        |

## Manutenção

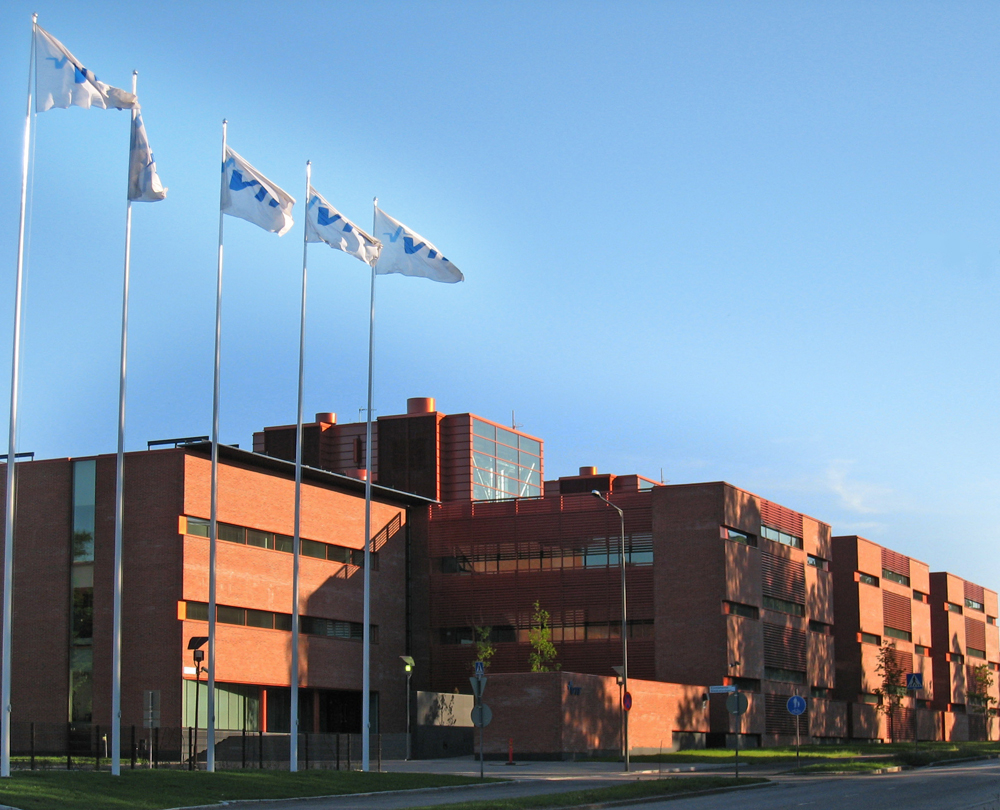
O Centro de Pesquisa Técnica VTT em Espoo mantém o horário oficial da Finlândia.

O Centro de Pesquisa Técnica VTT da Finlândia e o Centro de Metrologia e Credenciamento são responsáveis pela implementação dos segundos intercalares no fuso horário da Finlândia, seguindo o Escritório Internacional de Pesos e Medidas, conforme definido pela União Internacional de Telecomunicações. A Finlândia adotou o Tempo Universal Coordenado (UTC) em 1972 para implementar esses segundos bissextos e permanecer no tempo atômico correto da rotação da Terra.:100 Desde que o primeiro segundo bissexto da Finlândia ocorreu em 30 de junho de 1972, outros 28 foram implementados - ocorrendo em 30 de junho ou 31 de dezembro - o último ocorreu em 31 de dezembro de 2016. O VTT também transmite um sinal de hora de alta precisão produzido por seis relógios atômicos que mantêm o fuso horário oficial da Finlândia a uma frequência de 25 megahertz para garantir que os dispositivos oficiais de cronometragem na Finlândia não fiquem atrasados. Desde o final de 2009, a hora oficial do VTT permaneceu dentro de 30 nanossegundos do UTC. Além disso, a VTT também é responsável pela sincronização do relógio em redes de computadores conectadas via Internet, contando com o Network Time Protocol (NTP), que é suportado pelo Ministério das Finanças [en], e obtém a hora diretamente de outras fontes externas, seja GPS, um relógio atômico ou um relógio do BIOS. Embora o protocolo tenha sido projetado para levar em conta a latência variável entre as redes, a precisão da sincronização do horário ainda depende, em última análise, da velocidade e da largura de banda da conexão de uma rede com a Internet. Como exemplo, a VTT observou que uma conexão de rede a uma velocidade de 100 Mbit/s resulta em um atraso de 0,0001 segundo entre a hora oficial da Finlândia e a que é exibida em um computador. A precisão piora com velocidades de conexão mais lentas e largura de banda atrasada.

## Notação
Na escrita finlandesa, é usada a notação de tempo de 24 horas [en]. Um ponto é usado como separador padronizado e recomendado entre a hora e o minuto (por exemplo, “15.07” ou “8.27”). O uso de dois pontos também é comum, especialmente em relação a telecomunicações e relógios digitais, mas não é recomendado em texto normal. A meia-noite é escrita como “24.00”. A notação para horários dentro da primeira hora do dia começa com um zero (por exemplo, “0.15”). Os zeros à esquerda não são usados (por exemplo, não há “09”). Se for necessária maior precisão, os segundos são adicionados usando o mesmo símbolo usado para separar as horas dos minutos (por exemplo, “1.27.36”). As frações de segundo são adicionadas usando a vírgula como separador (por exemplo, “1.27.36,30”). Para intervalos de tempo, é usado um hífen (por exemplo, “12-21” para meio-dia até 21 horas).
Em um texto normal, a hora também pode ser soletrada usando o relógio de 12 horas, com esclarecimentos conforme necessário (por exemplo, nove da manhã: manhã+nove → “aamuyhdeksältä”). A prática em sueco é semelhante. A Finlândia usava anteriormente o relógio de 12 horas, mudando para o horário de 24 horas em 1928 para cumprir o acordo da Schedule Conference on European Railways de 1926 para horários universais nas ferrovias.

## Banco de dados de fuso horário da IANA
No banco de dados [en] de fuso horário da IANA, a Finlândia recebe duas zonas no arquivo zone.tab - Europe/Helsinki e Europe/Mariehamn para Åland. “AX” e ‘FI’ referem-se aos códigos de país ISO 3166-1 alfa-2 do país, sendo o primeiro para Åland e o segundo para o país em geral. A tabela abaixo exibe dados extraídos diretamente do zone.tab do banco de dados de fuso horário da IANA. As colunas marcadas com * são as colunas do próprio zone.tab:
| c.c.* | coordenadas* | TZ*              | Comentários | UTC    | Horário de verão |
| ----- | ------------ | ---------------- | ----------- | ------ | ---------------- |
| FI    | +6010+02458  | Europe/Helsinki  |             | +02:00 | +03:00           |
| AX    | +6006+01957  | Europe/Mariehamn |             | +02:00 | +03:00           |

Os computadores que não suportam “Europe/Helsinki” ou “Europe/Mariehamn” podem usar a sintaxe POSIX mais antiga: TZ="EET-2EEST,M3.5.0/3,M10.5.0/4".